# Dendronephthya aurora
Dendronephthya aurora är en korallart som beskrevs av Ridley 1887. Dendronephthya aurora ingår i släktet Dendronephthya och familjen Nephtheidae. Inga underarter finns listade i Catalogue of Life.